# Liboš
Obec Liboš se nachází na Hané v okrese Olomouc v Olomouckém kraji, malý kousek na sever od Štěpánova, od kterého ji dělí říčka Oskava. Žije zde 619 obyvatel.

## Členění obce
Liboš se nečlení na části, má ale dvě katastrální území:
- Krnov (něm. Jägersfeld[4])
- Liboš (něm. Libusch), včetně dřívější ZSJ Jílkov

Dnešní Liboš má asi 10 ulic s názvy: Krohéčí, U mlýna, U Kapličky, Na Trávníku, U hájku, U splavu, U býčně, Velký Jílkov, Malý Jílkov. Tyto názvy ulic se však používají jen mezi místními obyvateli.

## Název
Jméno vesnice (původně Luboš mužského rodu) bylo odvozeno od osobního jména Luboch nebo Luboš, což byly domácké podoby některého jména začínajícího na Lub- (Lubhost, Lubomír apod.). Význam místního jména byl „Lubochův/Lubošův majetek“. V 17. a 18. století se používala i podoba Liboša, v 19. století Libuše.

## Historie
První písemná zmínka o obci (Luboss) pochází z roku 1078, kdy byla olomouckým knížetem Otou darována klášteru Hradisko. Klášteru pak patřila až do jeho zrušení v roce 1784, poté náboženskému fondu, od něhož ji koupil hrabě Saint Genois. K roku 1601 je jako majitel libošského mlýna doložen Jiří Pavorina, opat kláštera, a v roce 1699 se jako místní rychtář uvádí Jan Hrabal. Když byl zdejší dvůr roku 1786 rozparcelován, vznikla tím osada Jílkov, pojmenovaná podle klášterního správce obce A. K. Gilka. Právo pečeti měla obec již od roku 1686, ale její otisk se zachoval až z roku 1833. Obecní kronika je vedena už od roku 1732.
Podle údajů z roku 1834 měla vlastní Liboš 268 obyvatel a její osada Jílkov 172 obyvatel. Se vznikem obecních samospráv se i Liboš stala v roce 1850 samostatnou obcí. O tři roky později si zde občané zřídili vlastní školu a začaly vznikat různé spolky: v roce 1885 čtenářský a pěvecký spolek Slavomír, v roce 1906 spolek dobrovolných hasičů, v roce 1911 Národní jednota a v roce 1924 Sokol i spolek chovatelů zvířectva. Dosud samostatný Krnov se stal součástí obce v roce 1960. Liboš byla spolu s Moravskou Huzovou sloučena se Štěpánovem k 1. lednu 1974 a vytvořili tak střediskovou obec Štěpánov téměř se 4 tisíci obyvateli. V roce 1990 se Liboš opět osamostatnila.
| rok    | 1869 | 1880 | 1890 | 1900 | 1910 | 1921 | 1930 | 1950 | 1961 | 1970 | 1980 | 1991 | 2001 | 2011 |
| ------ | ---- | ---- | ---- | ---- | ---- | ---- | ---- | ---- | ---- | ---- | ---- | ---- | ---- | ---- |
| Liboš  | 526  | 454  | 451  | 458  | 456  | 468  | 466  | 375  | 394  | 420  | 439  | 484  | 491  | 524  |
| Krnov  | 190  | 184  | 184  | 167  | 155  | 178  | 153  | 136  | 111  | 108  | 95   | 81   | 72   | 89   |
| celkem | –    | –    | –    | –    | –    | –    | –    | –    | 505  | 528  | 534  | 565  | 563  | 613  |

1. ↑  Včetně osady Jílkov.

## Pamětihodnosti
- Erbovní reliéf Jiřího Pavorina z počátku 17. století
- Kaplička Povýšení svatého Kříže z roku 1732
- Kaplička sv. Antonína Paduánského v Krnově z roku 1871
- Pomník svatého kříže z roku 1893
- Boží muka z roku 1865
- Pomník padlých v první světové válce z roku 1924
- Pomník padlých ve druhé světové válce
- Socha sv. Jana Nepomuckého z 19. století
- Mlýnský náhon

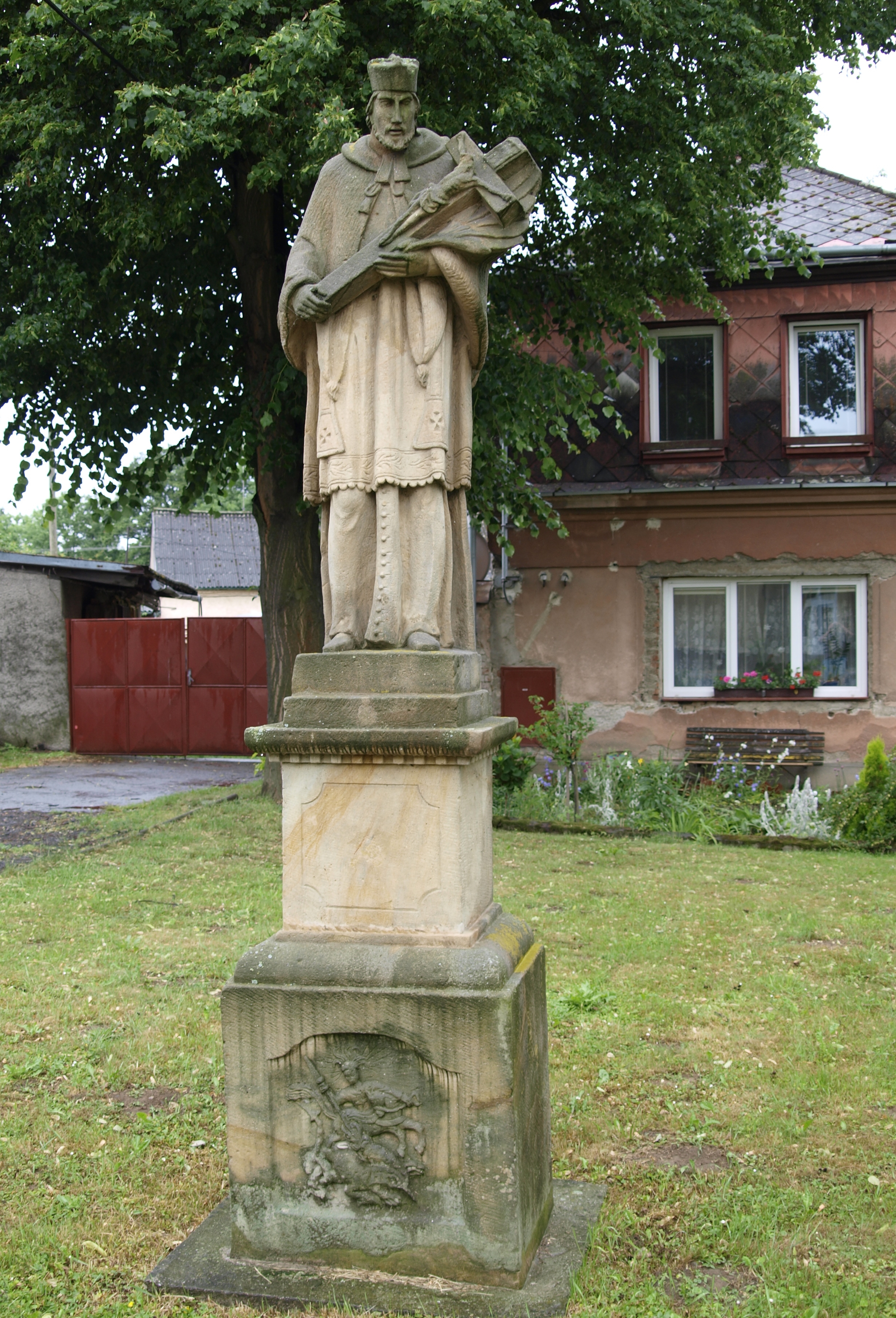
Socha sv. Jana Nepomuckého
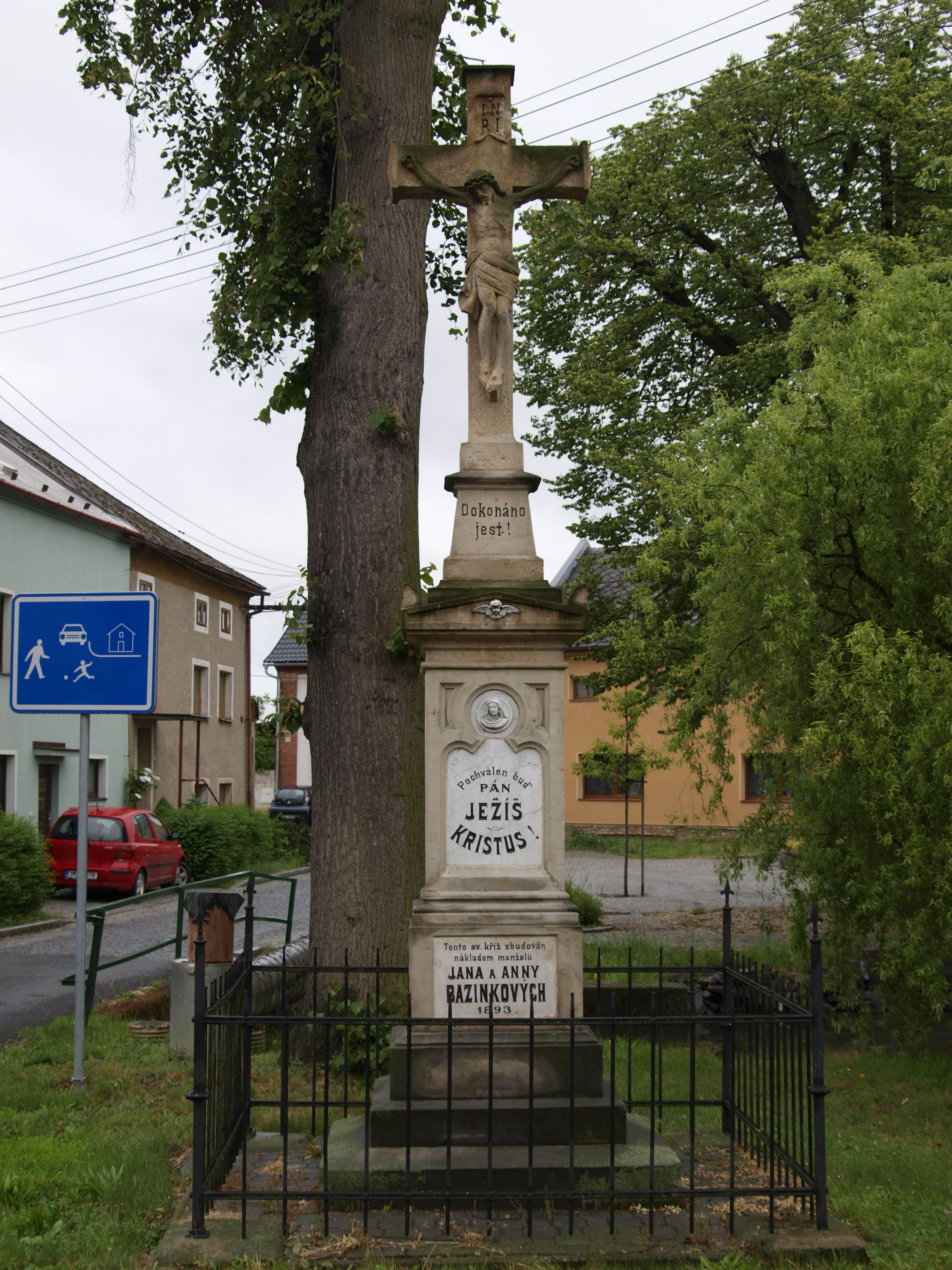
Pomník sv. kříže
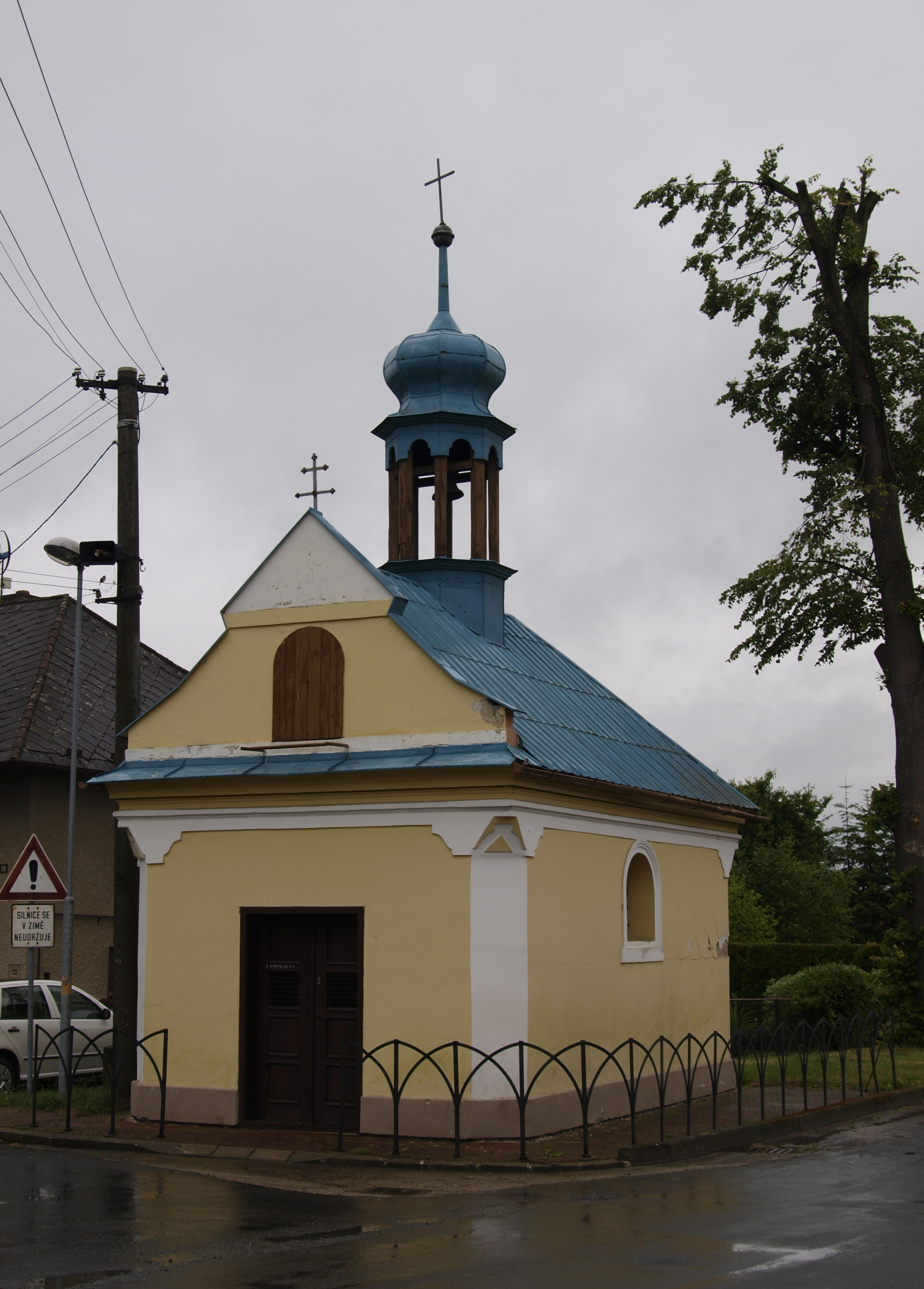
Kaple Povýšení svatého kříže
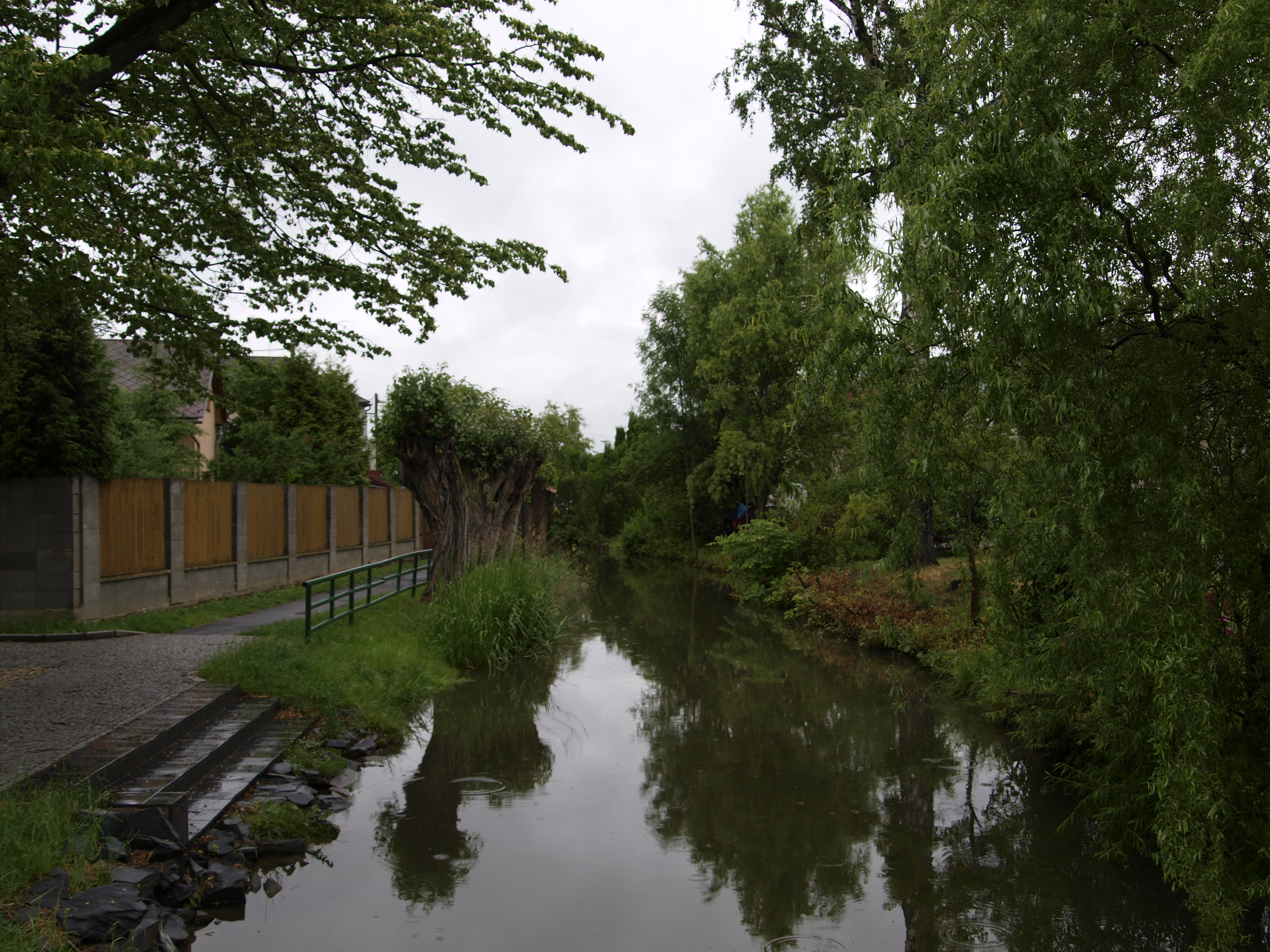
Mlýnský náhon